# 三星火灾海上保险

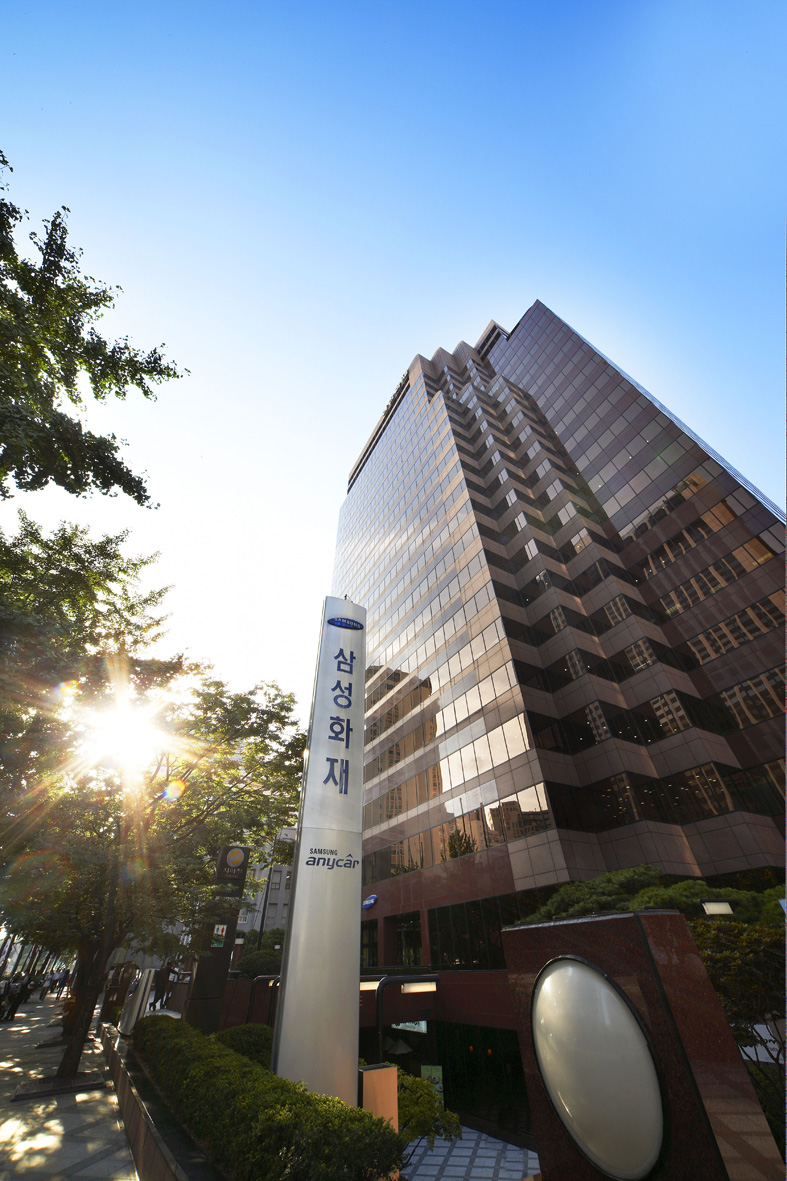
三星火灾海上保险在首尔的总部大楼

三星火灾海上保险（韓語：삼성화재，KOSPI # 000810）是总部为于韩国首尔的跨国保险公司，主要经营汽车保险、长期保险、商业保险、企业风险管理和年金等业务。
三星火灾海上保险公司成立于1952年1月26日，原名为韩国安保火灾海上保险株式会社。 1993年12月改名为目前的“三星火灾海上保险”。
三星火灾海上保险在美国、欧洲和亚洲各个国家都设有分公司。